# Onvo
Onvo (chiń. upr. 乐道) – chiński producent elektrycznych samochodów, z siedzibą w Szanghaju, działający od 2024 roku. Należy do chińskiego koncernu NIO.

## Historia
Wiosną 2023 roku chiński producent samochodów elektrycznych NIO zapowiedział plany rozbudowania swojego portfolio o kolejne dwie marki z myślą o bardziej przystępnych cenowo produktach dopasowanych lepiej m.in. do potrzeb rynku europejskiego. Jedną z nich miała zostać marka o roboczym przydomku Alps, którą określano tak jeszcze w lutym 2024 podczas publikacji zdjęć zamaskowanego prototypu pierwszego modelu nowej filii. W marcu 2024 NIO zawarło pokątnie faktyczną nazwę nowej marki na maskowaniu prototypów, określając ją jako Onvo. Inauguracja odbyła się w połowie maja 2024, kiedy to uruchomiono stronę internetową Onvo i aplikację mobilną dla przyszłych użytkowników, a także przedstawiono prezesa filii oraz pierwszy produkt - średniej wielkości SUV-a L60. Przyjmując za priorytety niskie zużycie energii, duży maksymalny zasięg i przystępną cenę w stosunku do m.in. Tesli Model Y, Onvo wskazano jako kluczowy element mający pomóc NIO w zwiększeniu udziału rynkowego i poszerzeniu grupy odbiorców.

## Modele samochodów

### Obecnie produkowane
- L60